# Карамала (приток Калмашки)
Карамала (баш. МФА: Ҡарамалыо файле) — река в России, протекает по Башкортостану, Чишминский район. Устье реки находится в 7,8 км по правому берегу реки Калмашка. Длина реки составляет 20 км.
Населённые пункты: Сафарово, Новое Сафарово, райцентр Чишмы.

## Данные водного реестра
По данным государственного водного реестра России относится к Камскому бассейновому округу, водохозяйственный участок реки — Дёма от истока до водомерного поста у деревни Бочкарёва, речной подбассейн реки — Белая. Речной бассейн реки — Кама.
Код объекта в государственном водном реестре — 10010201312111100024977.